# Julianna Margulies
Julianna Margulies (Spring Valley, Nueva York; 8 de junio de 1966) es una actriz estadounidense. Tras interpretar varios pequeños papeles logró el éxito con su papel como la enfermera Carol Hathaway en el drama médico de NBC ER, rol por el que ganó un premio Emmy. En 2009, comenzó a interpretar el papel de Alicia Florrick, personaje principal en el drama legal estadounidense The Good Wife en CBS, ha ganado un Globo de Oro, ocho Screen Actors Guild Awards, un Satellite Awards, dos Television Critics Association Awards y 3 Emmy, el último en 2014 como Mejor Actriz de Drama.
Tiene el récord en ganar más veces el Screen Actors Guild Awards y ha sido nominada en 19 ocasiones, lo que es también un récord en estos premios. Ganó seis veces por su trabajo en ER, y dos veces por su actuación en The Good Wife. Actualmente interpreta a Laura Peterson en la serie The Morning Show de Apple TV+.

## Primeros años
Margulies nació en Spring Valley (Nueva York), es la más joven de tres hermanas. Estudió en la Green Meadow Waldorf School. Su padre es un creativo publicitario y su madre una antigua bailarina del American Ballet Theatre. De niña vivió en Nueva York, Francia e Inglaterra. Aunque sus padres son judíos, la madre de Margulies se convirtió al catolicismo y crio a Julianna en la fe católica.
Se licenció en el Sarah Lawrence College, donde actuó en varias obras. Tras la universidad, Julianna estudió durante un tiempo con James Price en el Acting Studio de Nueva York. Su primer papel en el cine fue como prostituta en la película de Steven Seagal Out for Justice.

## Carrera

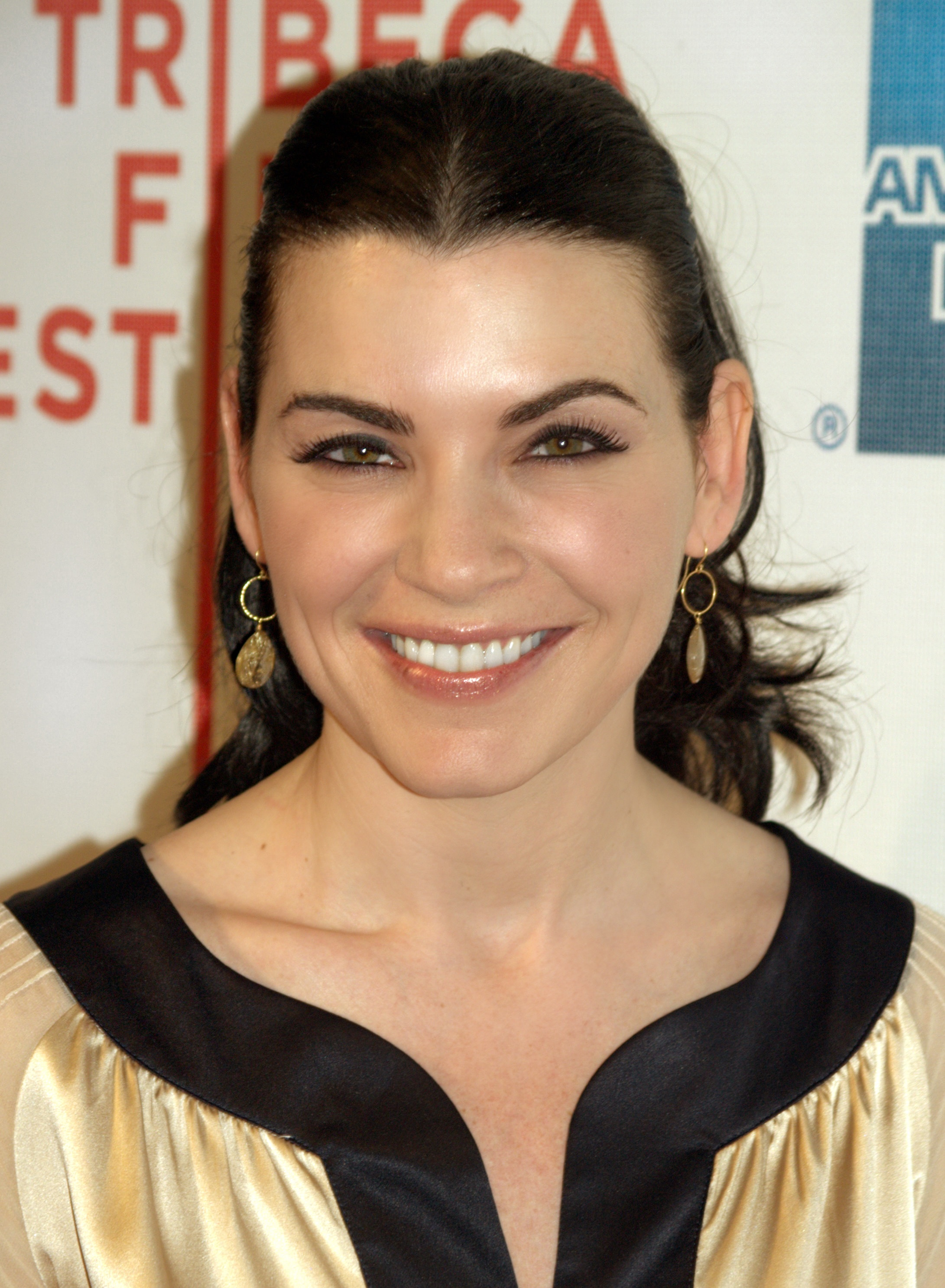
Margulies en el Festival de cine de Tribeca en 2009.

En 1994, Margulies fue elegida para un papel en el episodio piloto de ER, con un personaje que, desanimado por la relación con el personaje de George Clooney, intenta suicidarse. Se suponía que el personaje iba a morir, pero tras la respuesta positiva de la audiencia a su personaje, la trama se modificó y Margulies continuó interpretando a la enfermera Carol Hathaway durante seis años, y obtuvo una nominación a los Emmy por cada uno de los años en los que actuó en la serie, y el premio por su actuación en el primer año.
Provocó muchísimo ruido en los medios el hecho de que Julianna Margulies rechazara una oferta de 27 millones de dólares por permanecer en la serie, salario que la habría convertido en una de las actrices mejor pagadas de televisión. Tras abandonar la serie, ha trabajado regularmente tanto en los escenarios teatrales como en la pantalla. En teatro apareció en el MCC Theater con la producción Intrigue With Faye de Kate Robin y en el Lincoln Center con las producciones de Jon Robin Baitz, Ten Unknowns y Los monólogos de la vagina.
Su trabajo para el cine tras ER incluye Evelyn con Pierce Brosnan y Barco fantasma con Gabriel Byrne y Ron Eldard. Fue la protagonista y narradora (Morgaine) en la miniserie de 2001 de la TNT, The Mists of Avalon. En 2004, fue artista invitada en dos episodios de la cuarta temporada del éxito televisivo, Scrubs. También protagonizó otra miniserie de la TNT, The Grid en 2004. En abril de 2006 apareció en tres episodios de la sexta temporada de Los Soprano interpretando a una agente inmobiliaria, Julianna Skiff. En agosto de 2006, apareció en la película Snakes on a Plane, como la auxiliar de vuelo Claire Miller. En diciembre de 2006 interpretó a Jennifer Bloom en la miniserie de SyFy, The Lost Room.
En una entrevista con tvguide.com en agosto de 2006, Margulies admitió que estuvo a punto de aceptar una oferta para volver a Urgencias para una trama de 4 episodios con Noah Wyle que se hubiese filmado en Hawaii durante la temporada 2005-2006. Sin embargo, lo rechazó en el último minuto. En esa misma entrevista dijo que aprecia el hecho de que los productores de la serie le pidan que vuelva cada año, cosa que a ella "le encanta que lo hagan".
Hasta 2016, Margulies interpretó a Alicia Florrick en la serie de CBS The Good Wife, año en que se dio por terminada dicha serie. Era una abogada que regresa a la práctica legal después de que su marido (interpretado por Chris Noth) dimite como Fiscal del Estado de Illinois debido a un escándalo sexual y a la corrupción. En 2009, recibió el NYWIFT Muse Award que se entrega a las mujeres que trabajan en cine y televisión. El 17 de enero de 2010, Margulies ganó un Golden Globe por su papel en The Good Wife y el 23 de enero, batió su propio récord al recibir su tercer premio del Sindicato de Actores por su papel. También ese año, Margulies fue nominada como Mejor Actriz en Serie dramática en los Emmy, su séptima nominación al Emmy, que acabó perdiendo ante Kyra Sedgwick. El 30 de enero de 2011 ganó otro premio Screen Actors Guild por su papel, mientras que The Good Wife fue nuevamente nominada a mejor elenco en un espectáculo de televisión, pero perdió ante Boardwalk Empire. El 14 de julio de 2011, Margulies fue nominada para un segundo Emmy a Mejor Actriz en una serie dramática, premio que finalmente ganó en la ceremonia de los premios Emmy, el 18 de septiembre de 2011. En el 2014, Marguelies ganó su tercer Emmy, batiendo nuevamente su propio récord, debido a su actuación en "The last call" (episodio 16 de la temporada 5, este capítulo sirve como despedida del personaje Will Gardner, interpretado por Josh Charles).

## Vida personal
Margulies y el abogado Keith Lieberthal se casaron el 10 de noviembre de 2007, en Lenox, Massachusetts. Tienen un hijo, Kieran Lindsay Lieberthal, nacido el 17 de enero de 2008.